# Odúmrť
Odúmrť (lat. caducum, padající, zralé k pádu) je jmění zůstavitele, jenž neměl žádné dědice ze zákona ani ze závěti. Pozůstalost tedy přechází na stát mimo dědické řízení.
Odúmrť v českém občanském právu byla s účinností nového občanského zákoníku od roku 2014 nahrazena právní fikcí, kdy se na stát hledí jako na dědice ze zákona.

## Historie
V období středověku a raného novověku si odúmrtní právo (jinak také statek odumřelý, bona vacantia či hereditas caduca) nárokoval český panovník, a to již v 10. století. Tuto praxi postupně převzala i šlechta a vrchnost u svých leníků (statky, které tak vrchnost získala, byly zapisovány do odúmrtních knih). Prakticky tedy majetek každého, kdo zemřel bez mužských dědiců, připadl panovníkovi (resp. vrchnosti v případě poddanských statků). Odúmrť (též právo mrtvé ruky) byla velmi nepříjemnou záležitostí, protože tak rod (či rodina) mohl přijít o majetek budovaný pracně po několik generací. Proto v praxi existovaly různé snahy, jak odúmrť obejít (např. rodinný nedíl) nebo právo na odúmrť od vrchnosti (panovníka) odkoupit. V některých městech nebo i jejich okolí existovalo i dědičné právo žen (např. Cheb, Žatec). Od 14. století se vrchnost začala tohoto práva vzdávat, a to hlavně proto, aby zabránila vzniku pustnoucích míst. Český panovník se odúmrtního práva vzdal vůči šlechtickým majetkům v roce 1497 pro Čechy (Vladislav II. 1471–1516) a v roce 1587 pro Moravu (Rudolf II. 1576–1611). Na některých panstvích se tato praxe udržela až do doby josefínské.
V České republice existoval institut odúmrti až do 31. prosince 2013, tedy do konce účinnosti občanského zákoníku z roku 1964. V rámci rekodifikace občanského práva a přijetí nového občanského zákoníku došlo ke změně koncepce, kdy v případě, že není jiných dědiců, nastane právní fikce, podle níž se na stát hledí jako na zákonného dědice.

## Úřad pro zastupování státu ve věcech majetkových (ÚZSVM)
V případě, že se stal zákonným dědicem stát, přísluší Úřadu pro zastupování státu ve věcech majetkových (ÚZSVM) hospodaření s movitým a nemovitým majetkem pozůstalosti dle zákona č. 219/2000 Sb., o majetku České republiky a jejím vystupování v právních vztazích. Úřad má na starosti hospodaření s majetkem státu a jeho ochranu a je oprávněn jednat i před soudy a jinými orgány státní moci, proto jej kontaktuje notář jako soudní komisař v případech, kdy zjistí pozůstalost bez dědice nebo když všichni dědicové dědictví odmítnou.  
Pokud je majetek ve špatném hygienickém nebo technickém stavu, což bývá časté, je v souladu s příslušnými zákony o odpadech zlikvidován. V případě, že je v dobrém stavu, ÚZSVM zhodnotí potřebnost majetku pro svou činnost a pokud není potřebný, nabídne jej ostatním organizačním složkám státu a státním organizacím. Majetek muzeální a sbírkové hodnoty bývá zpravidla nabízen muzeím či galeriím. Zachovalý nábytek, elektroniku, sportovní vybavení nebo hračky ÚZSVM převádí dětským domovům, diagnostickým ústavům nebo státním lázním. Neprojeví-li jiná státní instituce zájem, je majetek nabídnut veřejnosti ve výběrovém řízení s aukcí, veřejné dražbě či v elektronické aukci na internetových stránkách Nabídka majetku státu. Živá zvířata obvykle úřad nabízí k darování. Pokud je dědictví značně předluženo, navrhuje se likvidace pozůstalosti a místně příslušný soud vypořádává jednotlivé věřitele. Stát hradí také dluhy z pozůstalosti, a to do výše aktiv dědictví. Stát tak hradí například důstojný pohřeb, poplatky v nemocnicích, platby za energie atd.